# Ryszard Rogala (profesor)
Ryszard Sylwester Rogala (ur. 23 marca 1929 w Będzinie, zm. 14 września 2021 we Wrocławiu) – polski inżynier budownictwa wodnego.

## Życiorys
Urodził się 23 marca 1929 r. w Będzinie. Ukończył studia inżynierskie na Wydziale Budownictwa Politechniki Wrocławskiej w 1952 r., równocześnie pracując jako asystent wolontariusz i jako technik przy budowie stopnia wodnego Brzeg Dolny na Odrze. W okresie studiów magisterskich w Politechnice Gdańskiej równocześnie pracował w Instytucie Budownictwa Wodnego Polskiej Akademii Nauk w Gdańsku.
Po studiach magisterskich w 1954 r. wrócił do Politechniki Wrocławskiej, obejmując stanowisko starszego asystenta w Katedrze Budownictwa Wodnego na Wydziale Budownictwa. Doktoryzował się w 1964 r. w Politechnice Gdańskiej i w 1972 r. został mianowany docentem. Stopień doktora habilitowanego uzyskał w 1982 r. w Akademii Rolniczej we Wrocławiu. Na profesora nadzwyczajnego został mianowany na Wydziale Budownictwa Lądowego (od 1990 r. Wydziale Budownictwa Lądowego i Wodnego) w 1986 r., a w 1993 r. otrzymał tytuł profesora zwyczajnego.
Od 1972 do 2001 r. kierował Zakładem Budownictwa Wodnego. Ponadto w latach 1975–1978 sprawował funkcję dyrektora Pionu Toku Studiów, następnie zastępcy dyrektora (1978–1981) i dyrektora Instytutu Geotechniki i Hydrotechniki (1981–1984, 1989–1992, 1995–1999). W latach 1992 do 1995 sprawował natomiast funkcję prorektora Politechniki Wrocławskiej.
Należał do Polskiego Towarzystwa Geofizycznego, International Association for Hydro-Environment Engineering and Research (IAHR), Komisji Odry przy Instytucie Śląskim, Stowarzyszenia Inżynierów i Techników Wodnych i Melioracyjnych Naczelnej Organizacji Technicznej. W czasie wielkiej powodzi na Odrze (1997 r.) czynnie uczestniczył jako ekspert w walce z powodzią, poświęcając później wiele prac naukowych i inżynierskich prewencji powodziowej. Promotor 12 prac doktorskich.
Został pochowany na Cmentarzu Świętej Rodziny we Wrocławiu.

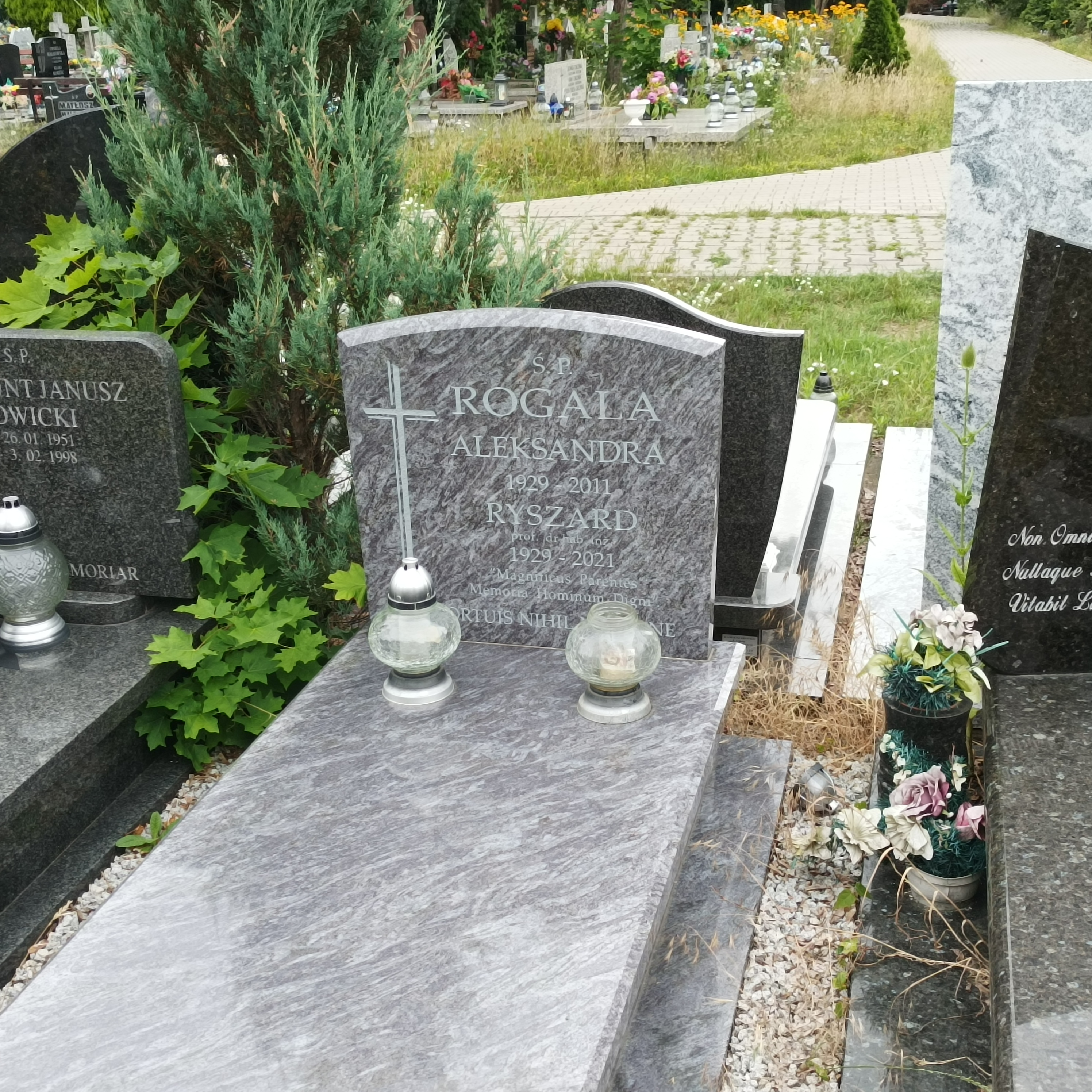
Grób prof. Ryszarda Rogali na Cmentarzu Świętej Rodziny we Wrocławiu

## Odznaczenia i wyróżnienia
- Krzyż Kawalerski Orderu Odrodzenia Polski
- Złoty Krzyż Zasługi
- Medal Komisji Edukacji Narodowej
- Złota Odznaka Politechniki Wrocławskiej
- Złota Odznaka NOT[1]